# René Redzepi
René Redzepi est un chef cuisinier danois d'origine albanaise de Macédoine du Nord né le 16 septembre 1977 à Copenhague. 
Il est le chef du restaurant Noma considéré comme la meilleure table du monde d'après la revue britannique Restaurant. Ce titre de meilleure table du monde a été décerné à René Redzepi en 2010, 2011, 2012 et 2014 par le jury du "San Pellegrino World’s 50 Best Restaurants", concours organisé par San Pellegrino, filiale du groupe Nestlé.   
Redzepi, spécialiste des produits pour la cuisine moléculaire, est aussi renommé pour sa contribution dans le domaine de la cuisine dite « nouvelle cuisine nordique », une technique connue pour ses goûts distingués et ses méthodes inventives.   
À quinze ans, il quitte ses études, et part suivre des cours dans une école de gastronomie avec un de ses amis.  
Il a en outre été consacré en 2012 par le magazine Time comme étant l'une des personnes les plus influentes au monde. Le Guide Michelin a attribué trois étoiles au Noma.